# Dyscoletes canadensis
Dyscoletes canadensis är en stekelart som beskrevs av Mason 1976. Dyscoletes canadensis ingår i släktet Dyscoletes och familjen bracksteklar. Inga underarter finns listade i Catalogue of Life.